# Pontlatzer Brücke
Die Pontlatzer Brücke (auch Pontlatzbrücke) ist eine Straßenbrücke über den Inn im oberen Tiroler Inntal zwischen Fließ und Prutz ca. 12 km südlich von Landeck.

## Geschichte

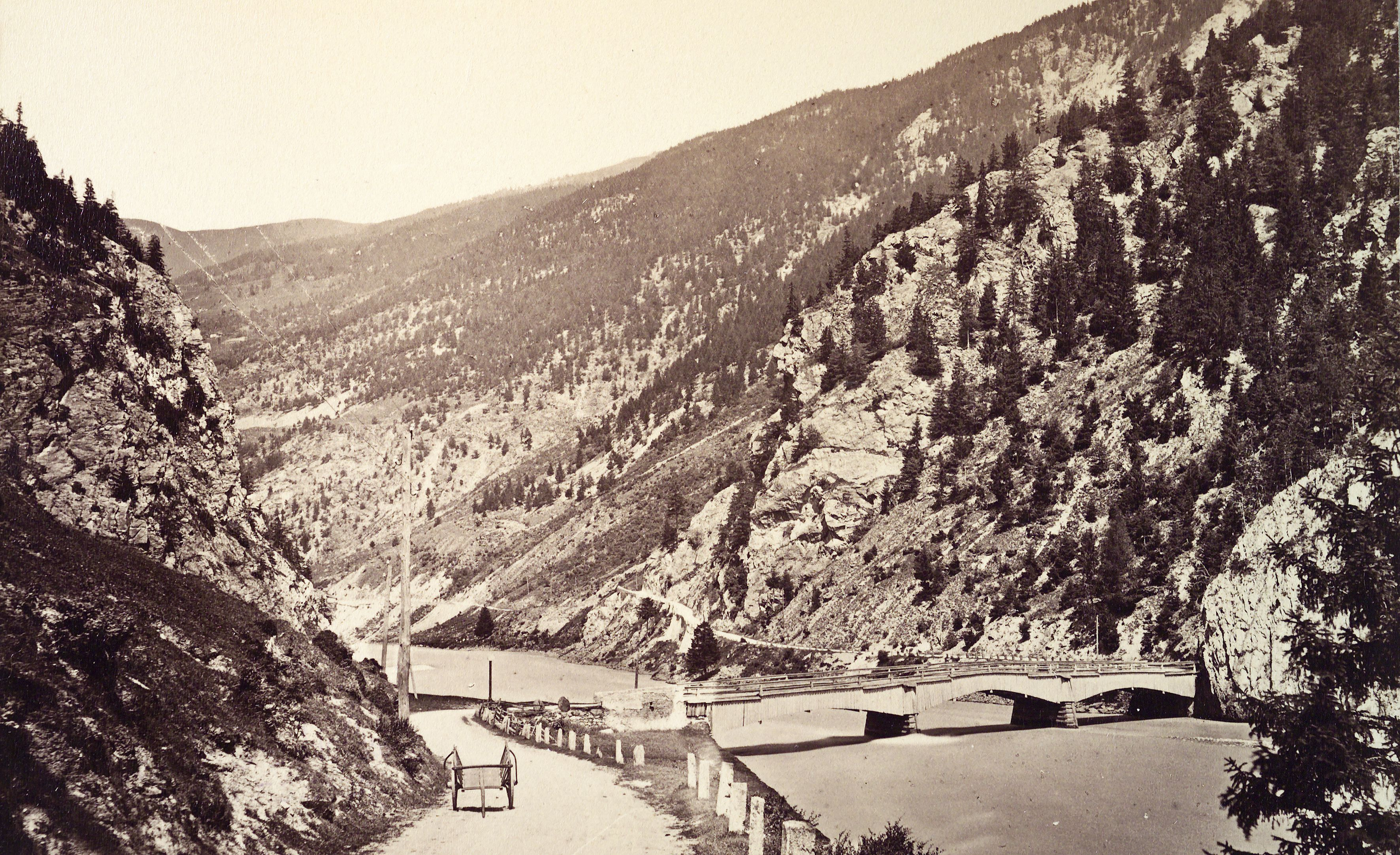
Die Pontlatzer Brücke um 1890

An der Stelle der Pontlatzer Brücke querte bereits die römische Via Claudia den Inn. Eine Brücke an dieser Stelle ist ersturkundlich 1239 als Pontlaudesprukk genannt. Der Name leitet sich von „Pons de Laudes“, was Brücke von Ladis bedeutet, ab. Über die Brücke wechselte die von Landeck kommende und den Inn entlang Richtung Süden zum Reschen und ins Engadin führende Straße vom rechten auf das linke Innufer.
Die Engstelle bei der Brücke bot zweimal, im Spanischen Erbfolgekrieg 1703 und bei den Napoleonischen Kriegen 1809, einen Hinterhalt für die Verteidiger gegen bayerische Truppen.
Als 1703 der bayerische Kurfürst Maximilian II. Emanuel Tirol besetzte, wurde eine im Juli zum Reschenpass marschierende Truppe von 300 Mann mittels Steinlawinen und von auf den Hängen postierten Schützen großteils aufgerieben. Dieser Erfolg bei geringen eigenen Verlusten war das Zeichen zum Aufstand, und Maximilian II. Emanuel konnte am 26. Juli gerade noch aus Innsbruck flüchten.
Als 1809 bayerische Truppen in Tirol einmarschierten, gerieten sie am 8. und 9. Juli zwischen den Brücken von Pontlatz und Prutz in ein Gemetzel, wiederum bei geringen Verlusten unter den Tirolern. Diese Schlacht wird zu den drei großen Siegen gegen Napoleon gewertet, hatte aber bei weitem nicht die Bedeutung wie die Schlacht von 1703.
Die Pontlatzer Brücke bildete bis 1978 die amtliche Grenze zwischen dem damaligen Gerichtsbezirk Ried im Oberinntal und dem Gerichtsbezirk Landeck. Den Landstrich, der dem Gericht Ried unterstellt war, nennt man heute noch Oberes Gericht.
Die Kämpfe an der Pontlatzer Brücke waren Namensgeber für die Pontlatz-Kaserne in Landeck und die Pontlatzer Straße in Innsbruck.

## Brücke
Die heutige Brücke ist eine Eisenbogenbrücke aus dem Jahre 1899. Sie besteht aus einem eisernen Halbparabelträger mit 63 Metern lichter Weite, der zum Großteil unter der Fahrbahn liegt.
Die Brücke steht unter Denkmalschutz. Aufgrund der in diesem Bereich durchgehenden Führung der Reschenstraße am rechten Innufer ist die Bedeutung für den Straßenverkehr heute gering.

## Denkmal

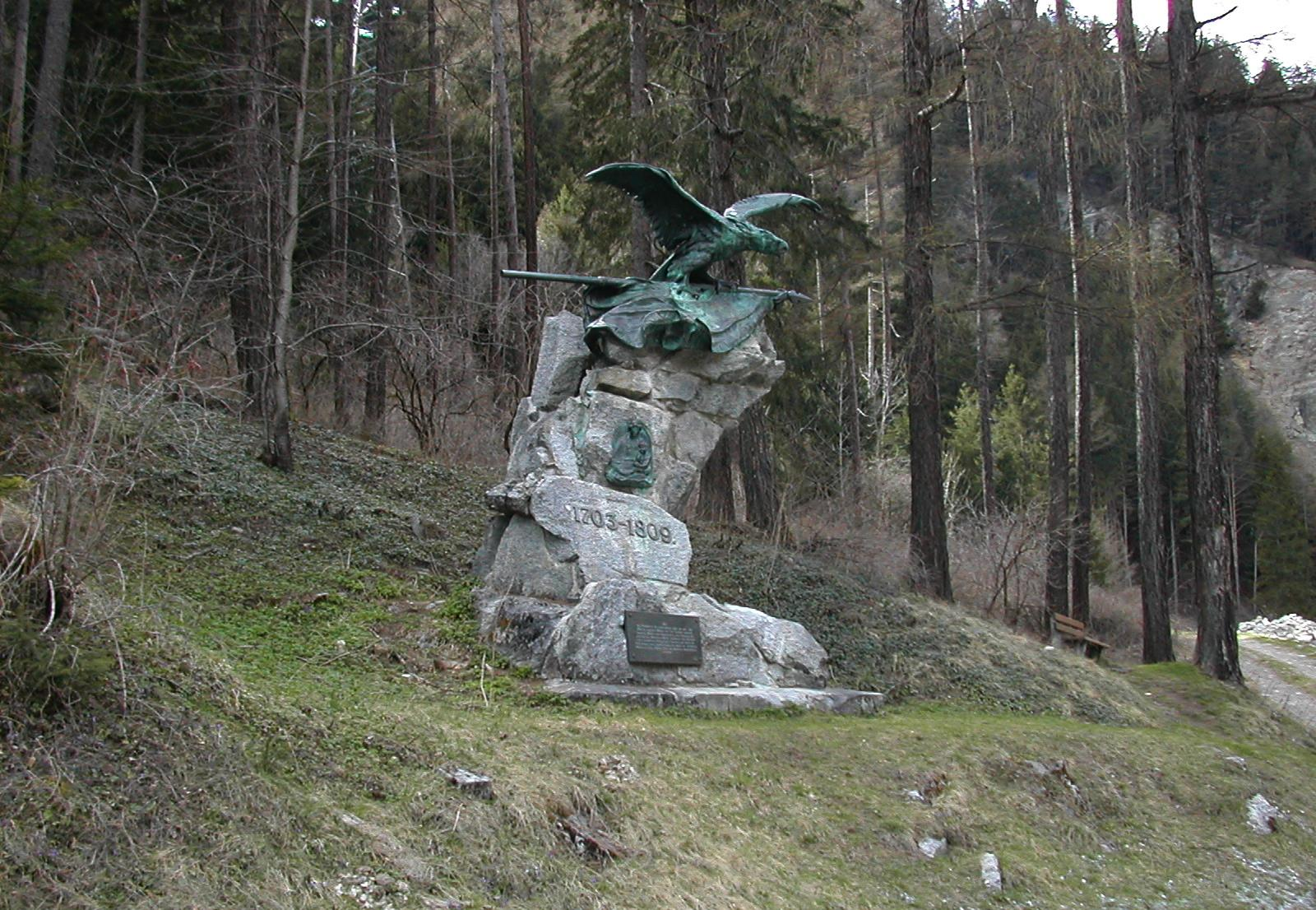
Denkmal an der Pontlatzer Brücke

Zur Erinnerung an die Kämpfe in den Jahren 1703 und 1809 steht heute an der Pontlatzer Brücke am linken Innufer ein Denkmal, das 1904 errichtet wurde. Auf einem Natursteinmauersockel erhebt sich ein Bronzeadler mit ausgebreiteten Schwingen und einer Fahne in seinen Fängen. Am Sockel ist ein Relief der Madonna mit dem Kind und die Inschrift „1703 – 1809“ angebracht.
Das Denkmal steht ebenfalls unter Denkmalschutz.